# 交響曲 (コダーイ)
交響曲ハ長調は、コダーイ・ゾルターンが作曲した唯一の交響曲。コダーイの管弦楽作品はほとんどが1923年から1939年の間に書かれているが、本作は晩年の1961年に完成した。コダーイ78歳から書きおこされている事実から「コダーイの創造力は、なお、すこしも衰えていない」と彼の伝記の著者でハンガリー人であるラースロ・エウセやパーシー・ヤングその他多くの筆者が書いている。80歳に近い高齢で、交響的作品を作曲したエネルギーは稀有のこととといえるだろう。

## 作曲の経緯
交響曲の作曲の構想は、1929年頃にさかのぼる。この年、アルトゥーロ・トスカニーニの求めに応じて『夏の日の夕べ』を改訂、翌1930年にトスカニーニがニューヨーク・フィルハーモニックでこれを初演した。この頃からトスカニーニとの交友が始まったが、トスカニーニはまた、交響曲の作曲をコダーイに勧めた。コダーイはそれに応じてスケッチを始めたが、最初の楽想はブダペストで路面電車に乗っている時に浮かんだものを切符の裏に鉛筆で走り書きしたものであるとされている。
その後、この構想は長らく放置されていたが、第二次世界大戦後に再び手をつけ、1950年代初めに第1、第3楽章が、その数年後に第2楽章が書かれた。最終的には、ルツェルン祝祭管弦楽団からの強い要請を受ける形で、1961年に推敲を行って同年5月に完成した。その間、1957年にトスカニーニが死去しており、「アルトゥーロ・トスカニーニの思い出のために」という副題が添えられることになった。
初演は1961年8月16日、トスカニーニにもゆかりのあるルツェルン音楽祭において、フェレンツ・フリッチャイ指揮のルツェルン祝祭管弦楽団によって行われた。
出版は1962年、ブージー・アンド・ホークス社から。

## 楽器編成
フルート3（ピッコロ1持ち替え）、オーボエ2、クラリネット2、ファゴット2、ホルン4、トランペット3、トロンボーン3、チューバ、ティンパニ、トライアングル、シンバル、弦五部

## 楽曲構成
3楽章からなる。全曲で26分から30分程度。
- 第1楽章　アレグロ、ハ長調、4分の4拍子。
ソナタ形式を応用しているが、前奏曲風でもある。
- 第2楽章　アンダンテ・モデラート、ロ長調、4分の5拍子。
五音音階の民謡調の主題による一種の変奏曲。
- 第3楽章　ヴィーヴォ、ハ長調、4分の4拍子。
第2楽章から続けて演奏される。ソナタ形式によっているが、民族舞曲風で、性格的にはロンド形式によるフィナーレにも近い。